# Монзон
Монзон (шп. Monzón) град је у провинцији Уеска у аутономном региону Арагон (Шпанија).

## Становништво
| 1991.  | 1996.  | 2001.  | 2004.  | 2010.  | 2011.  |
| ------ | ------ | ------ | ------ | ------ | ------ |
| 14.405 | 14.576 | 14.920 | 16.949 | 17.115 | 17.144 |

## Побратимљени градови
Монзон је побратимљен са следећим градовима:
- Барселона (Шпанија)
- Мире (Француска)